# ソビエト社会主義共和国連邦オリンピック委員会
ソビエト社会主義共和国連邦オリンピック委員会（ソビエトしゃかいしゅぎきょうわこくれんぽうオリンピックいいんかい、露: Национальный Олимпийский комитет Союза Советских Социалистических Республик – НОК СССР、英: National Olympic Committee of the Union of Soviet Socialist Republics）は、かつて国際オリンピック委員会（IOC）に承認されていたソビエト連邦の政府系組織。ソビエト連邦の夏季・冬季オリンピックへの参加窓口を務めていた。1950年代までは思想的根拠からオリンピックへの参加を拒否しており、1951年5月7日に開催された第45回IOC総会でソビエト連邦の国内オリンピック委員会として承認された。1991年にソビエト連邦が崩壊し、1992年にロシアオリンピック委員会が法的後継団体としてIOCから承認された。

## 歴代会長
| 会長                             | 在任期間        |
| -------------------------------- | --------------- |
| コンスタンティン・アンドリアノフ | 1951年 – 1977年 |
| セルゲイ・パブロフ               | 1977年 – 1983年 |
| マラト・グラモフ                 | 1983年 – 1990年 |
| ヴィタリー・スミルノフ           | 1990年 – 1992年 |

## IOC委員
| 委員                               | 在任期間        |
| ---------------------------------- | --------------- |
| コンスタンティン・アンドリアノフ   | 1951年 – 1988年 |
| アレクセイ・オシポビッチ・ロマノフ | 1952年 – 1971年 |
| ヴィタリー・スミルノフ             | 1971年 – 1992年 |
| マラト・グラモフ                   | 1988年 – 1992年 |